# Play Deep
Play Deep è l'album di debutto del gruppo musicale inglese The Outfield pubblicato nel 1985. Ha avuto grande popolarità grazie al successo del loro singolo di debutto Say It Isn't So e al successivo Your Love, nel 1986. L'album venne in seguito certificato con tre dischi di platino. Oltre ai due precedenti, altri due brani hanno raggiunto le classifiche: Everytime You Cry e All the Love.

## Tracce
Tutte le tracce sono state scritte da John Frederick Spinks.
1. Say It Isn't So - 3:47
2. Your Love - 3:36
3. I Don't Need Her - 3:51
4. Everytime You Cry - 4:29
5. 61 Seconds - 4:18
6. Mystery Man - 4:04
7. All the Love - 3:32
8. Talk to Me - 3:34
9. Taking My Chances - 3:37
10. Nervous Alibi - 3:52

## Formazione
- Tony Lewis — voce, basso
- John Spinks — chitarra, tastiere, compositore
- Alan Jackman — batteria

(Spinks canta nel brano "Taking My Chances").

### Componenti aggiuntivi
- Reg Webb — voce, basso
- Frank Callaghan e Bill Whitman — Voci aggiuntive